# Liebvillers
Liebvillers est une commune française située dans le département du Doubs, la région culturelle et historique de Franche-Comté et la région administrative Bourgogne-Franche-Comté.
En patois : Liebvelai.

## Géographie

### Toponymie
Libunwiller en 1136 ; Libunvillar, Lebonvillar en 1139 ; Libovilare en 1179 ; Libiviler en 1187, 1194 ; Libunvilar en 1224 ; Liebvillers en 1242 ; Liebvillaire en 1702 ; Liebevillers en 1765.

### Climat
Pour des articles plus généraux, voir Climat de la Bourgogne-Franche-Comté et Climat du Doubs.
En 2010, le climat de la commune est de type climat de montagne, selon une étude du Centre national de la recherche scientifique s'appuyant sur une série de données couvrant la période 1971-2000. En 2020, Météo-France publie une typologie des climats de la France métropolitaine dans laquelle la commune est exposée à un climat de montagne ou de marges de montagne et est dans la région climatique  Jura, caractérisée par une forte pluviométrie en toutes saisons (1 000 à 1 500 mm/an), des hivers rigoureux et un ensoleillement médiocre. 
Pour la période 1971-2000, la température annuelle moyenne est de 9,1 °C, avec une amplitude thermique annuelle de 17 °C. Le cumul annuel moyen de précipitations est de 1 482 mm, avec 12,7 jours de précipitations en janvier et 11,3 jours en juillet. Pour la période 1991-2020, la température moyenne annuelle observée sur la station météorologique de Météo-France la plus proche, « Maiche », sur la commune de Maîche à 9 km à vol d'oiseau, est de 7,7 °C et le cumul annuel moyen de précipitations est de 1 433,0 mm. 
La température maximale relevée sur cette station est de 34,9 °C, atteinte le 25 juillet 2019 ; la température minimale est de −26,8 °C, atteinte le 1er mars 2005,,. 
Les paramètres climatiques de la commune ont été estimés pour le milieu du siècle (2041-2070) selon différents scénarios d'émission de gaz à effet de serre à partir des nouvelles projections climatiques de référence DRIAS-2020. Ils sont consultables sur un site dédié publié par Météo-France en novembre 2022.

## Urbanisme

### Typologie
Au 1er janvier 2024, Liebvillers est catégorisée commune rurale à habitat dispersé, selon la nouvelle grille communale de densité à 7 niveaux définie par l'Insee en 2022.
Elle est située hors unité urbaine. Par ailleurs la commune fait partie de l'aire d'attraction de Montbéliard, dont elle est une commune de la couronne,. Cette aire, qui regroupe 137 communes, est catégorisée dans les aires de 50 000 à moins de 200 000 habitants,.

### Occupation des sols
L'occupation des sols de la commune, telle qu'elle ressort de la base de données européenne d’occupation biophysique des sols Corine Land Cover (CLC), est marquée par l'importance des forêts et milieux semi-naturels (55,1 % en 2018), une proportion sensiblement équivalente à celle de 1990 (55,4 %). La répartition détaillée en 2018 est la suivante : 
forêts (55,1 %), prairies (44,9 %). L'évolution de l’occupation des sols de la commune et de ses infrastructures peut être observée sur les différentes représentations cartographiques du territoire : la carte de Cassini (XVIIIe siècle), la carte d'état-major (1820-1866) et les cartes ou photos aériennes de l'IGN pour la période actuelle (1950 à aujourd'hui).

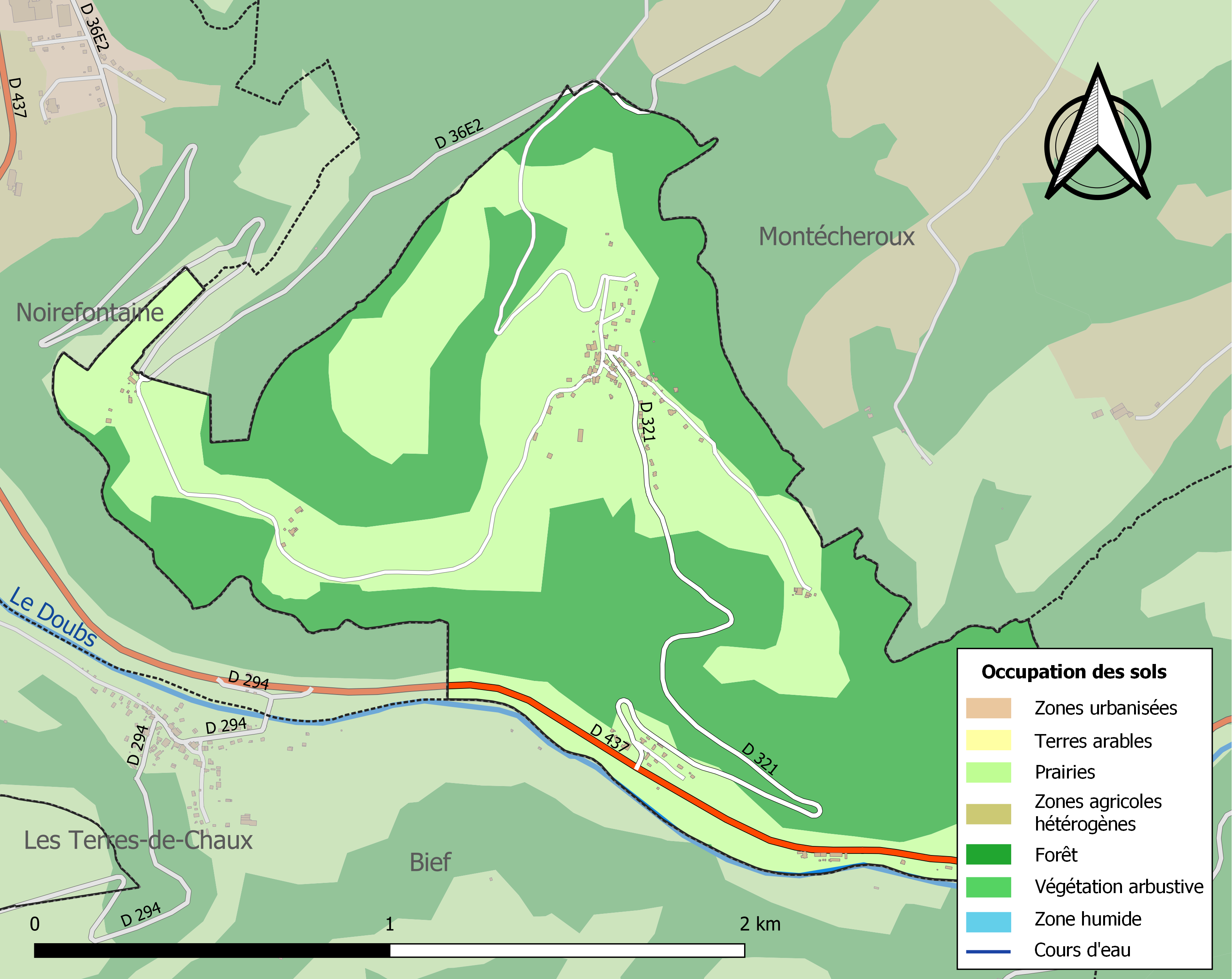
Carte des infrastructures et de l'occupation des sols de la commune en 2018 (CLC).

## Histoire
En 1242, le village entre dans la seigneurie de Clemont, comté de Montbéliard et y restera jusqu'à l'annexion française en 1699[réf. nécessaire].
En 1790, le village est incorporé au département du Doubs.
Le 19 août 1944, une attaque allemande du maquis du Lomont fait neuf prisonniers dont deux seulement rentreront de Ravensbrück. Un monument et un odonyme local (« Place du 19-Août-1944 ») rappellent cet événement. Le monument est orné d'une sculpture de Jean-Pierre Moreau : Résistance, qui rend hommage à ces hommes et à la Résistance. Elle a été érigée en 1994 par la commune, lors du « 50e anniversaire de la Montée au Lomont », manifestation organisée par l'association Le Carrousel.

## Politique et administration

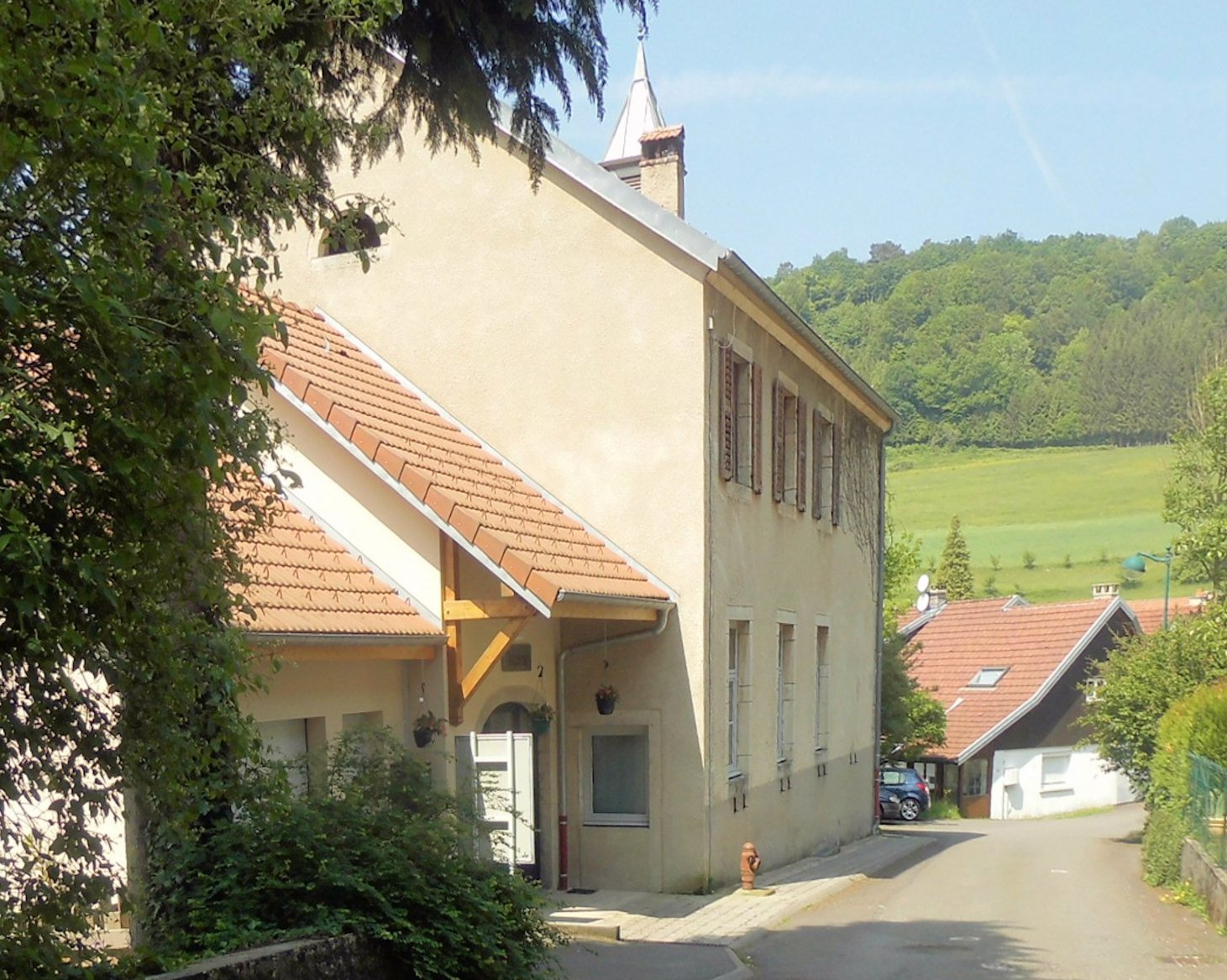
La mairie.

## Démographie
L'évolution du nombre d'habitants est connue à travers les recensements de la population effectués dans la commune depuis 1793. Pour les communes de moins de 10 000 habitants, une enquête de recensement portant sur toute la population est réalisée tous les cinq ans, les populations de référence des années intermédiaires étant quant à elles estimées par interpolation ou extrapolation. Pour la commune, le premier recensement exhaustif entrant dans le cadre du nouveau dispositif a été réalisé en 2004.

En 2022, la commune comptait 147 habitants, en évolution de −13,53 % par rapport à 2016 (Doubs : +1,88 %, France hors Mayotte : +2,11 %).
| 1793 | 1800 | 1806 | 1821 | 1831 | 1836 | 1841 | 1846 | 1851 |
| ---- | ---- | ---- | ---- | ---- | ---- | ---- | ---- | ---- |
| 110  | 126  | 138  | 123  | 160  | 221  | 264  | 343  | 325  |

| 1856 | 1861 | 1866 | 1872 | 1876 | 1881 | 1886 | 1891 | 1896 |
| ---- | ---- | ---- | ---- | ---- | ---- | ---- | ---- | ---- |
| 320  | 294  | 319  | 405  | 522  | 547  | 443  | 508  | 460  |

| 1901 | 1906 | 1911 | 1921 | 1926 | 1931 | 1936 | 1946 | 1954 |
| ---- | ---- | ---- | ---- | ---- | ---- | ---- | ---- | ---- |
| 532  | 507  | 532  | 555  | 673  | 453  | 355  | 311  | 354  |

| 1962 | 1968 | 1975 | 1982 | 1990 | 1999 | 2004 | 2006 | 2009 |
| ---- | ---- | ---- | ---- | ---- | ---- | ---- | ---- | ---- |
| 331  | 291  | 194  | 162  | 192  | 187  | 209  | 220  | 173  |

| 2014 | 2019 | 2022 | - | - | - | - | - | - |
| ---- | ---- | ---- | - | - | - | - | - | - |
| 167  | 152  | 147  | - | - | - | - | - | - |

## Culture locale et patrimoine

### Lieux et monuments
- L'arche et la grotte du Bisontin : arche naturelle de 28m de large et 8m de haut due à l'effondrement partiel d'un vaste abri sous roche.
- La centrale hydroélectrique construite en 1927 qui turbine l'eau retenue par le barrage de Grosbois grâce à un canal d’amenée souterrain de 6 km terminé par quatre conduites forcées de 91.60 m de long et 2 m de diamètre.
- Fontaine et lavoir restaurés

La commune a la particularité de ne pas avoir d'église.

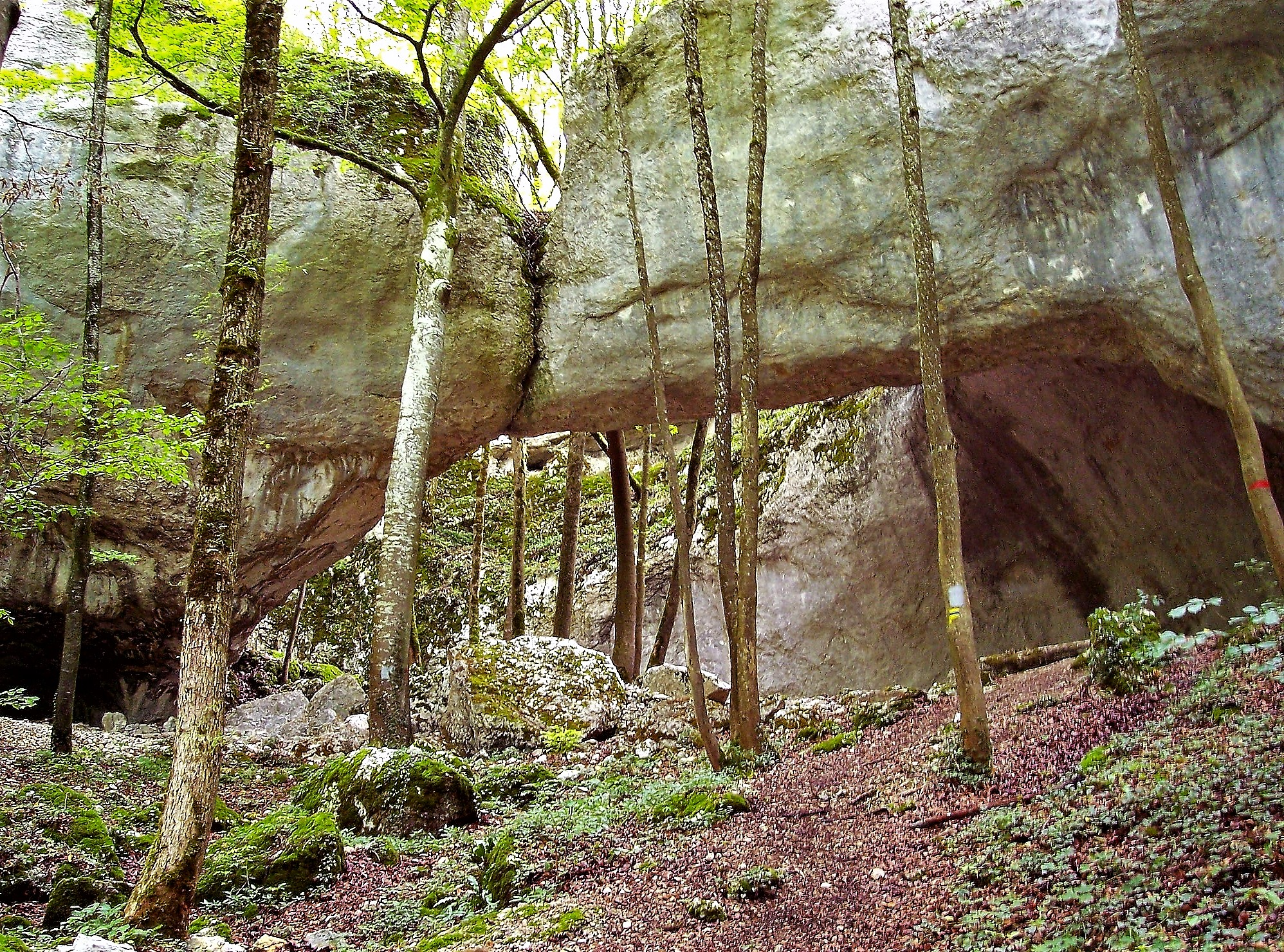
Arche du Bisontin.
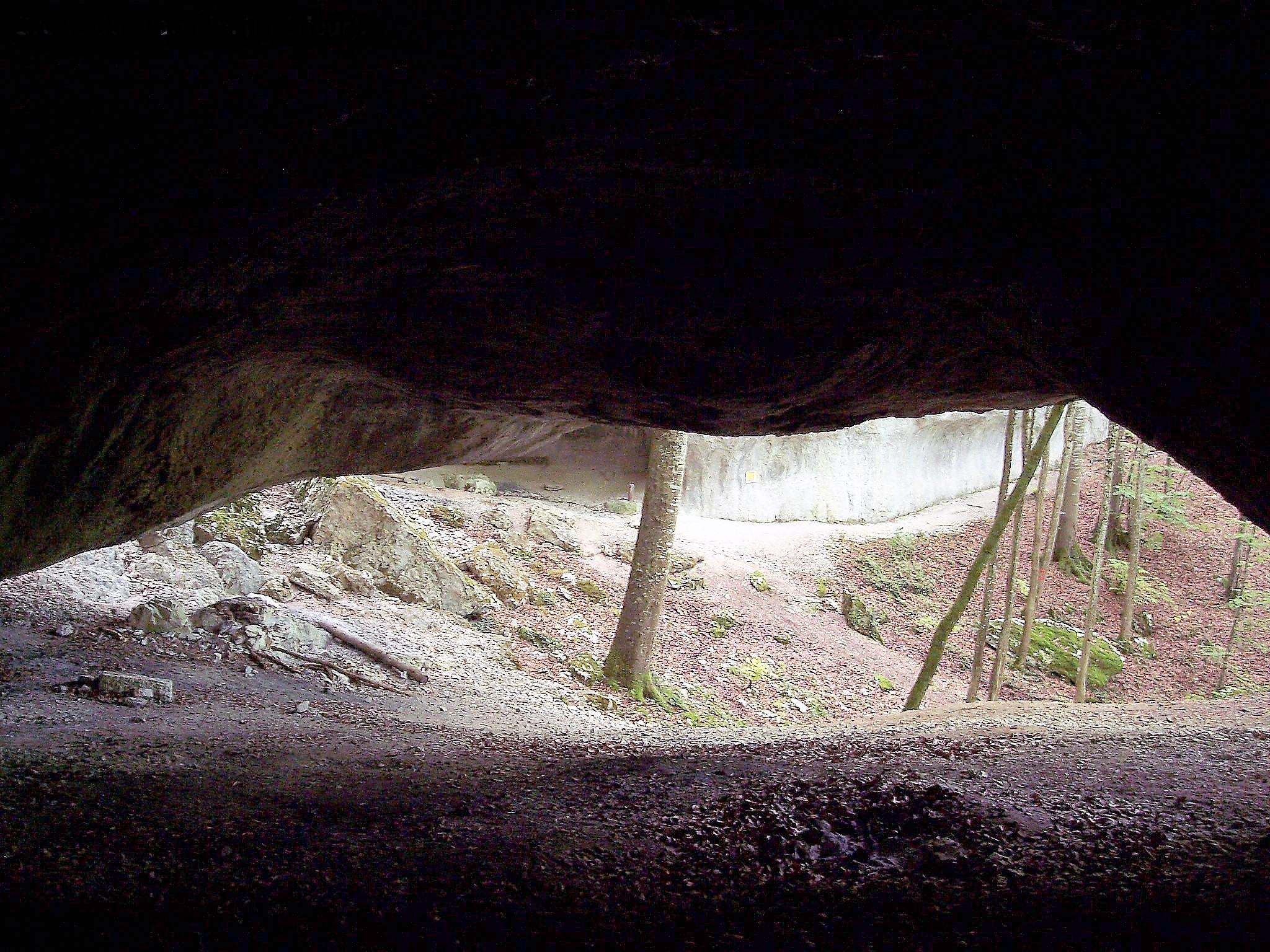
Porche de la grotte du Bisontin, vu de l'intérieur.
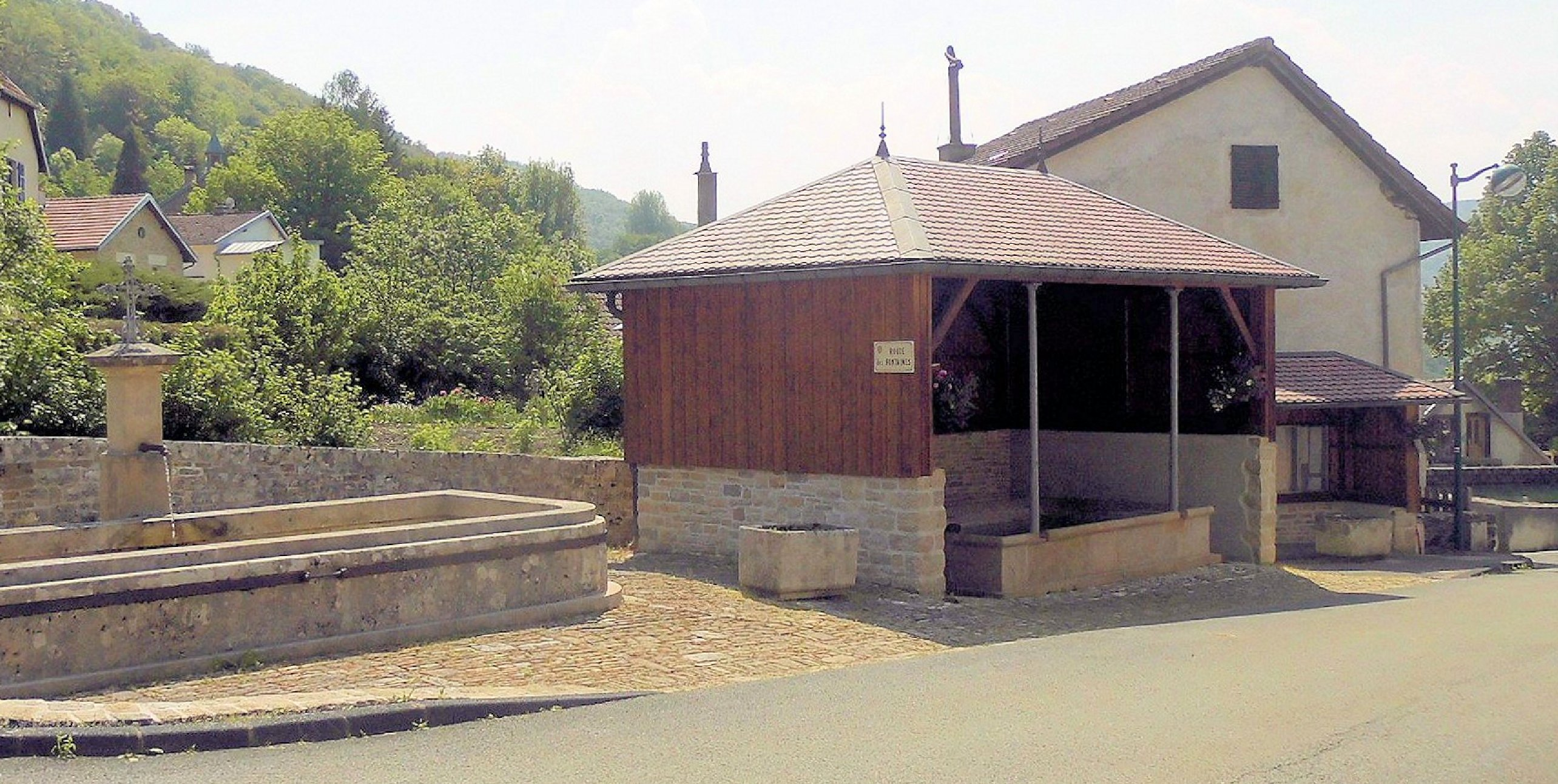
La fontaine-lavoir.

### Héraldique
| Blason de Liebvillers | Blason  | De gueules à la roue de moulin d'argent, remplie d'or, à quatre rais en sautoir d'azur bordé d'argent, le moyeu circulaire du même percé en carreau du champ, l'or chargé, en chef, d'un masque de renard de gueules et d'une queue de renard du même, mouvant à senestre de la tête et brochant en bande sur le rai supérieur et, en pointe, de deux glands d'argent, feuillés de sinople à dextre, la feuille brochant en bande sur le rai inférieur ; la roue surmontée du nom de la localité en lettres capitales d'argent ; le tout enfermé dans une filière du même. |
| Blason de Liebvillers | Détails | Le statut officiel du blason reste à déterminer. |